# 할마헤라꽃박쥐
할마헤라꽃박쥐(Syconycteris carolinae)는 꽃박쥐속에 속하는 큰박쥐류 박쥐의 일종이다. 인도네시아의 토착종이다. 서식지 감소로 멸종 위협을 받고 있다.